# 耶洛科夫主教座堂
55°46′21″N 37°40′28″E / 55.77250°N 37.67444°E

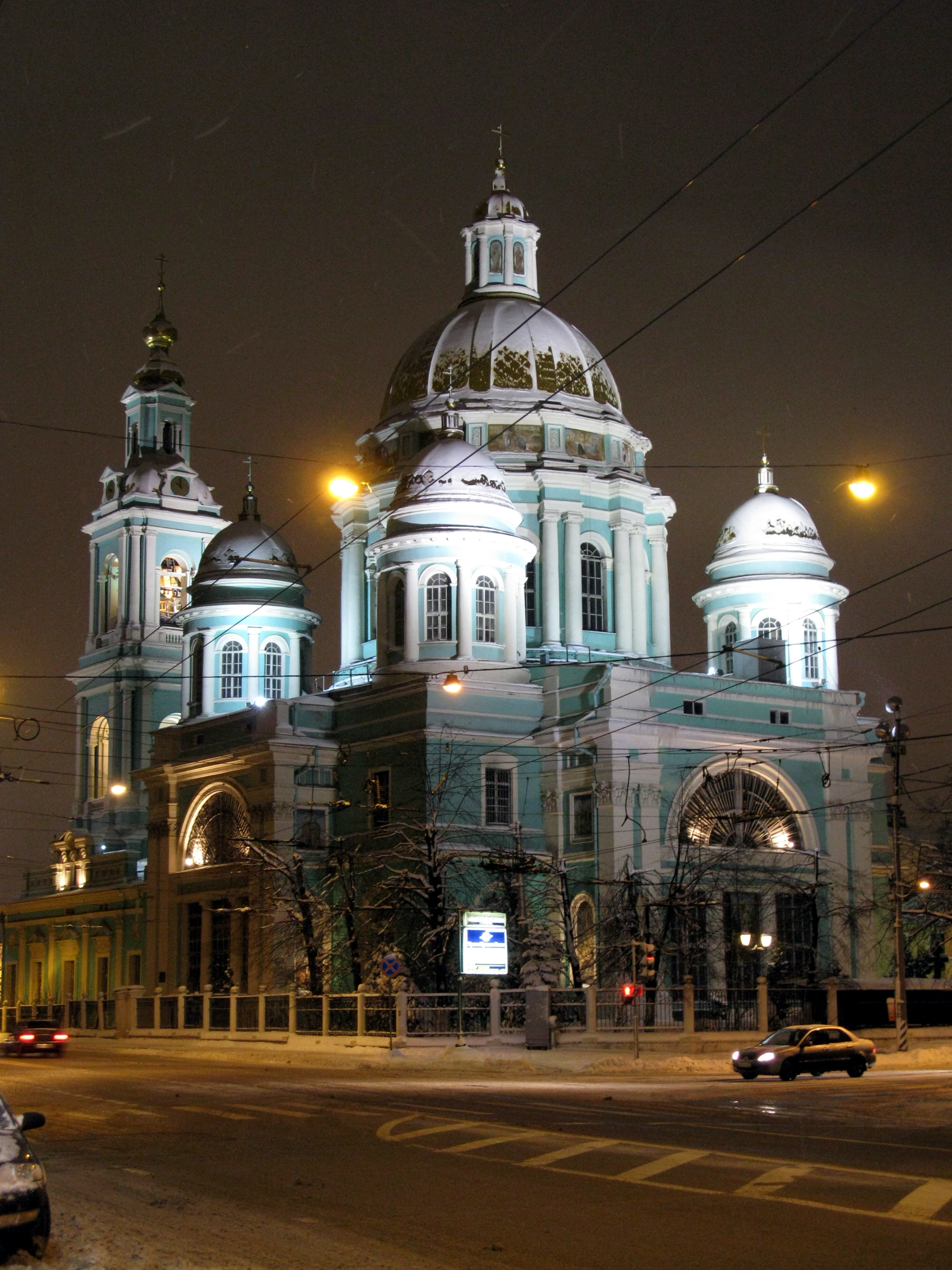
耶洛科夫主教座堂

耶洛科夫主教座堂（Epiphany Cathedral at Yelokhovo）是俄羅斯首都莫斯科的一座教堂。該教堂始建於1722年至1731年。亞歷山大·普希金於1799年在這裡受洗。現存的建築修建於1837年至1845年之間。

## 外部連結
- 维基共享资源上的相關多媒體資源：耶洛科夫主教座堂
- An amateur site devoted to the cathedral （页面存档备份，存于）
- Map and photographs: www.pravoslavie.ru （页面存档备份，存于）
- Epiphany Cathedrals in Moscow www.pravoslavie.ru